# Fire of Love
Fire of Love (no Brasil: Vulcões: A Tragédia de Katia e Maurice Krafft) é um longa-metragem documental canadiano-estadunidense lançado em 2022 dirigido, roteirizado e produzido por Sara Dosa que explora a vida e carreira dos vulcanologistas, Katia e Maurice Krafft. Sua estreia mundial ocorreu no Festival de Cinema de Sundance em 20 de janeiro de 2022, onde venceu o Prêmio de Montagem Jonathan Oppenheim. Foi lançado em 6 de julho de 2022, pela National Geographic Documentary Films e Neon. E distribuído internacionalmente no streaming pela Disney+ em 11 de Novembro de 2022. Foi indicado a Melhor Documentário em diversas premiações em 2023, dentre elas, Satellite Awards, Directors Guild of America Awards, Producers Guild of America Awards e Hollywood Critics Association Awards.

## Sinopse
A carreira dos ousados vulcanologistas franceses Katia e Maurice Krafft, que acabaram morrendo na erupção do Monte Unzen em 1991 é explorada por meio de imagens de arquivo.

## Produção
Em março de 2021, foi anunciado que Sara Dosa iria dirigir um documentário sobre Katia e Maurice Krafft. Em janeiro de 2022, foi anunciado que Miranda July seria a narradora.

## Lançamento
O filme teve sua estreia mundial no Festival de Cinema de Sundance em 20 de janeiro de 2022, onde venceu o Prêmio de Montagem Jonathan Oppenheim na categoria Documentário dos EUA. Pouco depois, a National Geographic Documentary Films adquiriu os direitos de distribuição do filme, vencendo uma guerra de lances contra Netflix, Amazon Studios, Sony Pictures Classics, IFC Films, Universal Pictures e Paramount Pictures. Também foi exibido na South by Southwest em 11 de março de 2022. Em abril de 2022, foi anunciado que Neon iria codistribuir o filme. O filme foi lançado em SVOD na Disney+ em 11 de novembro de 2022.

## Recepção

### Bilheteria
Nos Estados Unidos e Canadá, o filme arrecadou US$ 22 416 em três cinemas no fim de semana de sua estreia. No total, já acumula US$ 1 617 666 em todo o internacionalmente.

### Resposta da Crítica
Fire of Love recebeu críticas positivas dos críticos de cinema. No Rotten Tomatoes, tem 99% de aprovação com base em avaliações de 158 críticos, com nota média de 8,3/10. O consenso crítico do site diz: "Seja como uma história da busca quixotesca de um casal ou simplesmente uma coleção impressionante de imagens da natureza, Fire of Love brilha intensamente". No Metacritic, que utiliza uma média ponderada, o filme detém uma classificação de 83 em 100, com base em 37 críticos, indicando "aclamação universal".

## Ligações Externas
- Fire of Love. no IMDb.
- Site Oficial
- Trailer Oficial